# لئون دگرل
لئون دُگرل (به فرانسوی: Léon Degrelle) (۱۵ ژوئن ۱۹۰۶ – ۳۱ مارس ۱۹۹۴) سیاستمدار اهل بلژیک بود.
وی در دوران حاکمیت رایش سوم بر بلژیک به نیروی زمینی آلمان پیوست و پس از گذشت دو سال در ۱۹۴۳ به وافن اس‌اس ملحق شد. در سال‌های پایانی جنگ جهانی دوم، در جبهه شرقی اروپا علیه نیروهای ارتش سرخ شوروی جنگید.
او پس از سقوط دولت آدولف هیتلر، به اسپانیا رفت و تا پایان عمر در آنجا ساکن شد.